# Sandavágur
Sandavágur es un pueblo de la isla de Vágar, en las Islas Feroe (Dinamarca). Con 828 habitantes en 2011, es la tercera localidad de Vágar, aunque se encuentra prácticamente unida al vecino pueblo de Miðvágur.
Su nombre significa "bahía arenosa", y es aplicado también a la bahía del pueblo, en referencia a su playa.

## Historia
Sandavágur fue fundada en la era vikinga, y tiene por lo tanto una historia de más de 1000 años. En 1917 se descubrió una piedra rúnica, conocida como "piedra de Sandavágur". En esta piedra, que se conserva actualmente en la iglesia, está inscrito que el vikingo Torkil Onundarson, originario de Rogaland, Noruega, fue el primer colono en esta zona.
En el pueblo estuvo la residencia del lagman, el líder del parlamento feroés, entre 1555 y 1816, año en que el cargo fue abolido y las islas se convirtieron en un distrito administrativo de Dinamarca.
Sandavágur ha tenido su propia iglesia desde los tiempos anteriores a la reforma. Por fuentes escritas se sabe que ha habido 6 iglesias; la actual fue construida en 1917.
En la década de 1980 se inauguró el parque del pueblo, que incluye un pequeño bosque inducido.

## Geografía
Sandavágur está en el interior de la bahía del mismo nombre, en el sureste de Vágar, en un valle que se extiende de norte a sur. El valle es recorrido por un río que atraviesa el centro del pueblo y desemboca en la bahía, formando un estero con una playa amplia. Las montañas que rodean al pueblo son Reynsatindur (676 m) al noroeste, Malinstindur al noreste (683 m), y Húsafelli (591 m) y Krosstindur (576) al este. La bahía de Sandavágur se une al sur con la de Miðvágur, y ambas comparten desembocadura en el Atlántico. 
El poblado más cercano es Miðvágur, localizado al oeste. El centro de ambos pueblos está a 3 km de distancia uno del otro, pero el crecimiento de ambas localidades ha hecho que se encuentren prácticamente unidas. Por el centro de Sandavágur pasa la única carretera de la isla, que une a todos los pueblos de Vágar. Hacia el norte se llega al túnel de Vágar, que une a esta isla con Streymoy. Hay autobuses que unen Sandavágur con Tórshavn y al este, con el aeropuerto de Vágar.

## Cultura y deporte
Sandavágur se alterna con Sørvágur y Miðvágur para ser la sede, cada tres años, del festival anual Vestavstevna ("festival occidental), celebrado a mediados de julio.
La escuela primaria es compartida con Miðvágur. Es grande y se encuentra localizada entre ambos poblados. Fue construida en 1961 y ampliada en 1983. Alberga también una biblioteca pública e instalaciones deportivas. Sandavágur cuenta también con un campo de fútbol en el centro del pueblo. El club deportivo Sandavágs Ítróttarfelag (SÍF) tiene equipos de balonmano, remo y fútbol, aunque no participa en la liga feroesa de fútbol. El club de fútbol 07 Vestur, fundado en 2007, representa tanto a Sandavágur como a Sørvágur, y ha participado en la máxima categoría del fútbol feroés.
La iglesia es el edificio más destacado del pueblo. Fue construida en 1917 por un arquitecto de Tórshavn. En su interior se conserva la piedra rúnica del vikingo Torkil. Afuera de la iglesia hay un monumento en honor a los barcos feroeses hundidos durante la Segunda Guerra Mundial.
En lo que fue la finca Á Steig residió el lagman de las Islas Feroe. Aquí hubo una granja donde se cultivaban cereales y fue el sitio del nacimiento de Venceslaus Ulricus Hammershaimb, el padre de la lengua feroesa escrita e hijo del último lagman. En el sitio fue erigido un monumento a Hammershaimb.